# Aberaman
Aberaman är en ort i Storbritannien. Den ligger i kommunen Rhondda Cynon Taf och riksdelen Wales, i den södra delen av landet, 230 km väster om huvudstaden London. Orten har 9 865 invånare (2011).
Aberaman var tidigare en community, men delades den 1 december 2016 upp på Aberaman North och Aberaman South communities.